# Hrvoje Šošić
Hrvoje Šošić (Osijek, 16. lipnja 1928. – Zagreb, 4. srpnja 2012.) bio je hrvatski ekonomist, političar i disident u komunističkoj Jugoslaviji.

## Životopis
Rođen je u Osijeku 1928. godine. Klasičnu gimnaziju polazio je u Zagrebu, ali ju nije završio. Nakon što je prošao Križni put od Bleiburga do Zagreba bio je poslan na odsluženje vojnog roka u JNA, u Niš. U Nišu je zbog iskrenog iskazivanja svojega mišljenja dobio tri godine zatvora koji je do kraja odslužio u zatvoru u Lepoglavi. U Lepoglavi je robijao od 1950. do 1953. godine. Nakon izlaska iz zatvora zaposlio se u osječkoj Autoreparaturi te uz rad završava prekinutu gimnaziju, a kasnije i Ekonomski fakultet u Osijeku, gdje je i doktorirao. Predavao je na Ekonomskom fakultetu u Zagrebu. Tijekom Hrvatskog proljeća 1971. godine, bio je uhićivan i zatvaran te je izdržao više od pet godina robije. Zbog zahtjeva za članstvom Hrvatske u Ujedinjenim narodima jugoslavenske komunističke vlasti osudile su Šošića na dvije godine robije u zatvoru u Staroj Gradišci.
Bio je jedna od osoba, koje su stale na stranu Fikretu Abdiću u slučaju Agrokomerc, velikim trudom braneći Abdića na znanstveno utemeljenu pristupu. Šošić ipak nije shvatio političku pozadinu ovog slučaja, jer se zapravo preko velikokladuškog Agrokomerca počeo voditi obračun za SANU-ovsku Jugoslaviju. Zbog toga bio je izložen napadima "komunističkih potrčkala i njihovih polupismenih urednika u glasilima Socijalističkog saveza radnoga naroda Jugoslavije".
Bio je sudionikom prvog javnog prosvjeda kršenja ljudskih prava (slobode kretanja), u Zagrebu na Trgu sv. Marka, 10. prosinca 1988. godine.
Šošić je bio član inicijativnog kruga HDZ-a. Razočaran djelovanjem pristaša Josipa Manolića unutar HDZ-a u tim samim početcima, razočarao se u HDZ. Zatim je obnašao dužnost dopredsjednika za gospodarstvo HKDS-a kojoj je bio suosnivačem zajedno s barunom Draganom Lalićem i doktorima Antom Korljanom i Ivanom Cesarom na utemeljenju 15. listopada 1989. godine. Ondje se kratko zadržao, pa je osnovao Hrvatsku stranku (HS) kojoj je bio predsjednikom. 1991. godine bio je predsjednik Gospodarskog savjeta Vlade RH te predsjednik Savjeta za financije Hrvatske gospodarske komore. Predsjednik Republike dr. Franjo Tuđman imenovao ga je u Županijski dom Hrvatskog sabora 1993. godine.
Preminuo je u Zagrebu 4. srpnja 2012. godine a pokopan je na Mirogoju 9. srpnja 2012. godine. Njegova smrt prošla je medijski relativno nezamijećeno jer gotovo i nije zabilježena u hrvatskim sredstvima javnog priopćavanja gdje se, osim osmrtnice u Večernjem listu i nekoliko redaka pročitanih u noćnim televizijskim vijestima, nitko nije osvrnuo na njegovu smrt.
Mladen Pavković autor je dokumentarnog filma Dr.Hrvoje Šošić (2008.), koji je premjerno prikazan u Palači Matice hrvatske.

## Djela
Nepotpun popis djela:
- Kako koristiti knjigovodstvene informacije za rukovođenje, "Savremena administracija", Beograd, 1968.
- Bilansiranje. Utvrdivanje dohotka. Izrada završnog računa. Beograd, 1970. (2. izd. Bilanciranje, Birotehnika, Zagreb, 1993.)
- Za čiste račune, Matica hrvatska, Zagreb, 1970.
- Osvrt na "Ekonomsku stvarnost Jugoslavije" Koste Mihailovića. Rukopis., Zagreb, 1983.
- Uvozni kartografski neokolonijalizam prof. dr. Nade Klaić i moja "Imaginarna studija", Zagreb, 1987. (2. proš. izd. Uvozni kartografski neokolonijalizam prof. dr. Nade Klaić i moja "Imaginarna studija": montirani proces, Zagreb, 1987.)
- Ekonomsko pokriće "Agrokomerca", vl. naklada, Zagreb, 1987., (2. izd., Bosanski Institut, Zurich, 1988.)
- Treće pokriće "Agrokomerca", Zagreb, 1989.
- United Nations: Open Letter: (otvoreno pismo), vl. naklada, 1990.
- Raspeta hrvatska: hrvatska i srpska, yugo i svjetska radikalna ekonomija i politika, vl. naklada, Zagreb́, 1990. (2. izd. Zagreb, 1990.)
- Hrvatska politička opozicija. Od Stepinca i Šubašića do Kuharića i Tuđmana, Zagreb, 1990.
- Ekonomija spomeničke baštine, Školska knjiga, Zagreb, 1991.
- Hrvatska gospodarska književna baština: Kotruljić, Kvaternik, Lorković, Deželić, Birotehnika, Zagreb, 1991. (priredio)
- 100 hit pojmova iz ekonomije, Poslovni savjetnik, Zagreb, 1991.
- Bilančna i financijska politika najvećih korporacija: svijet velikog biznisa, Narodne novine, Zagreb, 1991.
- Hrvatski politički leksikon, 1. i 2. dio, Tiskara Rijeka, Rijeka, 1993., 3. dio Kritike, kazala, ljudi i događaji, Tiskara Rijeka, Rijeka, 1996., 4. dio, Eurocopy pack, Zagreb, 1999.
- Gospodarstvo, Školska knjiga, Zagreb, 1992. (2. izd. 1992., 3. izmijenjeno i dopunjeno izd. 1994., 4. izd. 1996.)
- Dioničarsko gospodarstvo 1, Birotehnika, Zagreb, 1992. (2. izd. 1993.)
- Razvojni trenutak Hrvatske, Biotehnika, Zagreb, 1994.
- Poduzetništvo, Birotehnika, Zagreb, 1995.[9]
- Slom hrvatskog komunističkog proljeća 1971, Školske novine, Zagreb, 1997.
- Apage, satanas!, Eurocopy Pack, Zagreb, 1999.
- Istine o dr. Franji Tuđmanu 1-3, Hrvatski književni krug, Zagreb, 2003.
- Tuđmanova bilanca Nezavisne Republike Hrvatske: 15. I. 1992 - 10. XII. 1999, Hrvatska Udruga Sudionika Bleiburga i Hrvatskih Križnih Putova, 2005.

## Odlikovanje
- 1995. godine odlikovan je redom Stjepana Radića.[10]

## Vanjske poveznice
- Kapović, Zdenko. Dr. Hrvoje Šošić (1928. – 2012.): uvenuo je još jedan moćni hrast u našoj šikari koju crvi obilno rastaču, Politički zatvorenik, br. 244/245, srpanj/kolovoz 2012., str. 61.